# Hervé Bondembe Mandundu
Hervé Bondembe Mandundu, né en 1989 au Zaïre et mort le 6 novembre 2016 à Bex en Suisse, est un résident suisse d'origine congolaise abattu dans son immeuble par un policier jugé en état de légitime défense.
Sa mort donne lieu à une manifestation contre les violences policières à Lausanne.

## Biographie
Hervé Bondembe Mandundu, surnommé Yaya, naît en 1989 au Zaïre. Il est l'aîné d'une fratrie de cinq enfants et le seul à ne pas être né en Suisse,.
Il réside à Lausanne à partir de l'âge de 5 ans. Il obtient un CFC de peintre en bâtiment. Il ne demande jamais sa naturalisation,.
Devenu père à l'âge de 19 ans, il se sépare de la mère en 2010. Il déménage à Bex en 2015 pour se rapprocher de son ex-compagne, qui a la garde de l'enfant et vit dans le Chablais valaisan,.
Le 6 novembre 2016, un voisin appelle la police parce qu'Hervé Mandundu, « apparemment perturbé » et « sous l'influence de la drogue (ecstasy) », a défoncé la porte d'un logement situé au-dessus du sien. Selon le communiqué de la police cantonale, il se rue sur les policiers avec un couteau dans la cage d'escalier. Après la sommation d'usage, l'un des agents fait feu et le blesse mortellement,,.

### Manifestations
La mort d'Hervé Madundu conduit à de nombreuses critiques d'un usage excessif de la force de la part de la police,. Le 19 novembre 2016, environ 1 000 personnes participent à une manifestation à Lausanne sous le mot d'ordre « stop à la violence policière »,.
Le nom d'Hervé Mandundu est ensuite évoqué lors les manifestations contre les violences policières et le racisme systémique qui sont organisées en Suisse dans le sillage de la mort de George Floyd et du mouvement Black Lives Matter,,.
Une troisième manifestation liée à l'affaire a lieu à la suite de l'acquittement du policier mis en cause dans le décès.

### Procès, recours et arrêt du Tribunal fédéral
Fin mars 2021, le Tribunal criminel de l'est vaudois acquitte le policier ayant ouvert le feu sur Hervé Mandundu au nom de la légitime défense, au terme d'un jugement plus rapide qu'attendu,. Il relève en particulier « que l'état de décompensation psychique aigu dans lequel se trouvait vraisemblablement Hervé ce soir-là a rendu la situation extrême » et que « [a]u vu gravité de la menace que représente un couteau d’environ 30 centimètres brandi en hauteur, des sommations restées inefficaces et de la rapidité de l’attaque », il était proportionné de faire usage de l'arme à feu. La famille fait appel contre le jugement.
En août 2021, le Tribunal cantonal confirme l'acquittement, qualifiant l'enquête de « particulièrement soignée ». L'avocat de la famille annonce un recours au Tribunal fédéral. Ce dernier confirme l'acquittement début 2023, concluant que « l'intimé a fait l'objet d'une attaque illicite et actuelle susceptible de porter atteinte à sa vie ou à son intégrité physique et les coups de feu qu'il a tirés pour repousser cette attaque étaient proportionnés aux circonstances. ».